# وعد (فلم)
وعد فيلم دراما مصري  للمخرج أحمد بدرخان عام 1954 عن قصة عبد الرحيم الزرقاني، وكتب السيناريو والحوار محمود المليجي ويوسف جوهر. الفيلم من بطولة مريم فخر الدين وفاروق عجرمة وعدلي كاسب، وتدور أحداث الفيلم حول ثلاثة أصدقاء منذ الطفولة، وهم: مدحت، وعادل، وفاطمة، كانوا يتقاسمون الكثير من الذكريات، وكانت عائلاتهم قد قررت منذ الصغر أن يقوموا بتزويج كل من فاطمة ومدحت لبعضهما البعض، وبعد بلوغهما، تتم الخطبة، ولكن المشكلة أن عادل هو الآخر يحب فاطمة.
صدر الفيلم إلى دور العرض المصرية في 15 نوفمبر 1954.
منح موقع قاعدة بيانات الأفلام العربية «السينما.كوم» الفيلم درجة 5.9/ 10.

## طاقم التمثيل
| - مريم فخر الدين: فاطمة - فاروق عجرمة: مدحت - عدلي كاسب: عاصم باشا - عزيزة حلمي: زينب (حرم عاصم باشا) | - علي منصور: عادل (ابن الخال عامر) - إحسان القلعاوي: رجاء (زميلة فاطمة) - أحمد الجزيري: الخال عامر - جلال عيسى: ابن فاطمة وعادل | - ضحى أمير: فاطمة (في صغرها) - رضا السيد: العم حسن - زينب صدقي: أم عادل - حلمي حليم: الطبيب |

بالاشتراك مع: حسن عبد السلام – رضا السيد – أمين هاشم – عصام عبده – صالحة قاصين – أمينة خيري.

## أحداث الفيلم
أنجب عاصم باشا (عدلي كاسب) فاطمة من زوجته زينب (عزيزة حلمي) بعد فترة من زواجه، وتصارع عليها العم حسن (رضا السيد) من أجل ولده مدحت، والخال عامر (أحمد الجزيري) من أجل ولده عادل، وكل منهم يسعى إلى ثروة الباشا التي سوف ترثها فاطمة. مال الباشا لإبن أخيه مدحت. وفى «سبوع» فاطمة أقيمت الزينات وعزفت الموسيقى وانطلقت الأعيرة النارية ابتهاجاً فأصابت الأم زينب وسقطت صرعى. ترك الباشا العزبة وانتقل إلى قصره بالإسكندرية، وكان الأطفال يقضون الإجازة بقصر الباشا. شبت فاطمة (ضحى أمير) وأصبحت فتاة جميلة تلعب مع ابن عمها مدحت وابن خالها عادل، وكانوا ثلاثة أصدقاء متلازمين دائماً. اهتم عادل بممارسة الرياضة، بينما اهتم مدحت بالفن والتمثيل بالمدرسة، وعندما شعر الباشا أن ابنته بدأت تخرج من مرحلة الطفولة أودعها مدرسة داخلية.
شب عادل (على منصور) ودخل مدرسة الحربية، وكبر مدحت (فاروق عجرمة) والتحق بمدرسة الحقوق ولانشغاله بالفن كان ينجح عاماً ويرسب عاماً، وكانت فاطمة (مريم فخرالدين) وزميلتها رجاء (إحسان القلعاوي) يتحايلون على الخروج لمقابلة عادل ومدحت ويقضون وقتا بشاطئ العجمي.
شعر عادل أن قلب فاطمة مغلق على مدحت فقرر إكمال دراسته وتعلم الطيران الحربي بألمانيا كأول دفعة من الطيارين المصريين. بينما يصارح مدحت عمه عاصم بأنه سيترك الحقوق ويدرس فن التمثيل فثار عليه عمه وصفعه وفسخ الخطبة. طلب مدحت من فاطمة الاختيار بين البقاء بجوار والدها أو الهروب معه والزواج. أخذت فاطمة حقيبة ملابسها استعداداً للحاق بمدحت ولكن والدها رآها واستعطفها بما بذله من أجلها وعدم زواجه بعد موت امها، ثم هددها بالانتقام لشرفه بقتل مدحت لو تزوجها، واجبرها على كتابة خطاب لمدحت تعلن فيه احتقارها له وتخليها عنه. رحل مدحت واتخذ الفن طريقاً ولمع اسمه وذاعت شهرته. عاد عادل من ألمانيا واستقبله مدحت وأخبره بما كان من فاطمة، وحاول عادل إعادة المياه إلى مجاريها فلما فشل، تقدم لخطبتها هو ووافقت فاطمة، وأرسلت خطاباً إلى رجاء، التي كانت تحب عادل، وأخبرتها بكل شئ. قامت رجاء بإخبار مدحت حتى يمنع زواج فاطمة من عادل، ولكنه وصل أثناء عقد القران، فشهد على العقد ورفض مصافحة عمه، ورفض أن يسامحه، وبعد الزواج عثر عادل على خطاب فاطمة لرجاء، وعلم أن فاطمة تزوجته خوفاً على مدحت من القتل. تم استدعاء عادل في مهمة قتالية كانت نتيجتها سقوط طائرته ونقله إلى المستشفى، وأوصى مدحت على زوجته الحامل فاطمة ووليدها المنتظر، وعمل مدحت بالوصية وقام برعاية فاطمة وابنها وحيد حتى كبر (جلال عيسى) وإلتحق بكلية الطيران وتخرج بعد قيام حركة 1952.

## روابط خارجية
- وعد على موقع IMDb (الإنجليزية)
- وعد على موقع الدهليز
- وعد على موقع قاعدة بيانات الأفلام العربية